# Skellig Michael
Skellig Michael sziklasziget 15 kilométerre nyugatra Írország délnyugati partjaitól. A név az ír Sceilig Mhichil-ből ered és Mihály-sziklát jelent. A két Skellig-sziget közül ez a nagyobbik, területe kb. 17 hektár. A sziget legmagasabb pontja 289 méterre van a tengerszint felett. 
600 éven át a sziget az ír keresztény szerzetesek fontos központja volt. Az 588-ban épített kolostorban a szerzetesek a sziklafalhoz épített kőkunyhókban spártaian egyszerű életmódot folytattak. Ivóvíznek esővizet gyűjtöttek, a szikla védettebb oldalán zöldségeket és gyógynövényeket termesztettek.
A Skellig Michael közössége soha nem volt nagy – valószínűleg 12 szerzetes és egy apát élt itt, a 12 apostol mintájára.
Az ismert, de nehezen megközelíthető kolostor 1996 óta az UNESCO Világörökség listáján szerepel. Éppen a nehéz megközelíthetőség miatt a kolostor épen maradt meg. A turisták belépését korlátozzák, mert úgy vélik, hogy a növekvő számú látogató tönkretenné a sziget állapotát, különösen a sziklára vezető kb. 600 kőlépcsőt.

## Története

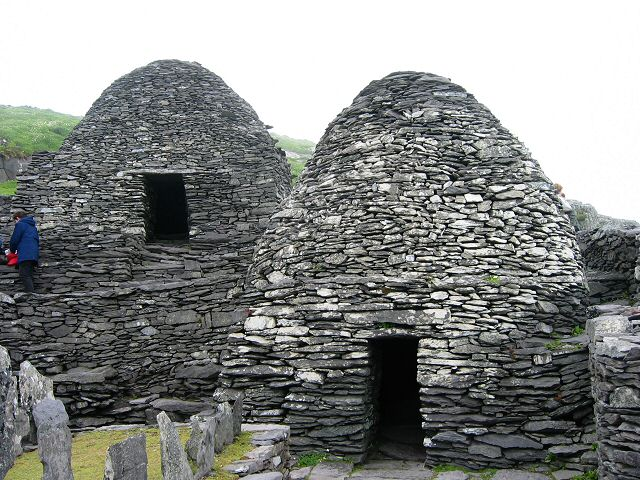
Szerzeteskunyhók

A Skellig Michael kolostora több viking rajtaütést túlélt a 9. században. 1000 körül új kápolnát építettek. A 12. században a szerzetesek elhagyták a szigetet és a szárazföldi Ballinskelligs kolostorba költöztek. 
Az 1500-as évektől kezdve a sziget az éves zarándoklatok célpontjává vált, de állandó lakossága nem volt. A 1826-ban két világítótornyot építettek, így a szigetnek ismét voltak lakói: a világítótorony őrei. Az egyik világítótorony most is üzemel, de az 1960-as években átépítették és az 1980-as években automatizálták.

## Természet
Kisebb szomszédjával, a Little Skelliggel együtt a sziget természeti rezervátum. A Skelligeken számos tengeri madár honos, köztük szulafélék, lundák, viharmadárfélék, sirályfélék és alkafélék. 

## Érdekesség
Itt forgatták a Csillagok háborúja VII: Az ébredő Erő és a Csillagok háborúja VIII: Az utolsó Jedik című filmek számos jelenetét. 

## Fordítás
- Ez a szócikk részben vagy egészben a Skellig Michael című angol Wikipédia-szócikk ezen változatának fordításán alapul.  Az eredeti cikk szerkesztőit annak laptörténete sorolja fel. Ez a jelzés csupán a megfogalmazás eredetét és a szerzői jogokat jelzi, nem szolgál a cikkben szereplő információk forrásmegjelöléseként.
- Ez a szócikk részben vagy egészben a Skellig Michael című német Wikipédia-szócikk ezen változatának fordításán alapul.  Az eredeti cikk szerkesztőit annak laptörténete sorolja fel. Ez a jelzés csupán a megfogalmazás eredetét és a szerzői jogokat jelzi, nem szolgál a cikkben szereplő információk forrásmegjelöléseként.